# Hrvaška na Svetovnem prvenstvu v hokeju na ledu 2009
Hrvaška na Svetovnem prvenstvu v hokeju na ledu 2009 D1, ki je potekalo med 11. in 17. aprilom 2009 v litvanskem mestu Vilna. V elitno skupino svetovnega hokeja je vodilo prvo mesto na turnirju. 

## Postava
- Selektor: Pavle Kavčič (pomočnik: Bruno Bregant)
- Vratarji: Vanja Belić, Nenad Škrapec
- Branilci: Jurica Bednjanec, Saša Belić, Miroslav Brumerčik, Igor Jačmenjak, Luka Novosel, Mario Sertić, Ivan Šijan, Tomislav Šulevski, Marko Tadić, Nikša Trstenjak
- Napadalci: Milan Belojević, Hrvoje Božić, Viliam Chovanec, Oliver Ciganović, Nikola Grahovar, Tomislav Grozaj, Damir Jakovac, Dominik Kanaet, Matija Kopajtić, Janko Kučera, Tadija Mirić, Mato Mladjenović, Mario Novak, Borna Rendulić, Krešimir Švigir, Petar Trstenjak, Luka Ulaga, Veljko Žibret

## Tekme
| 11. april 2009 | Hrvaška | 1 - 7 | Japonska | Siemens Arena, Vilna |

| Poročilo tekme | Poročilo tekme       | Poročilo tekme         | Poročilo tekme | Poročilo tekme                        |
| -------------- | -------------------- | ---------------------- | --- | ------------------------------------- |
| Začetek: 13:00 | Švigir (Belić) 04:49 | ( 1 - 1, 0 - 4, 0 - 2) | Sato (Kavašima) PP1 12:44 Imura (Mijauči) 21:54 Saito (Kavai, Saito) 33:48 Suzuki (Sato, Keller) 35:20 Obara (Nišivaki) 39:57 Saito (Kuči, Saito) 45:32 Sato PS 51:40 | Gledalci: 300 Sodnik: Antonin Jerabek |

| 13. april 2009 | Kazahstan | 6 - 1 | Hrvaška | Siemens Arena, Vilna |

| Poročilo tekme | Poročilo tekme | Poročilo tekme         | Poročilo tekme                 | Poročilo tekme                    |
| -------------- | --- | ---------------------- | ------------------------------ | --------------------------------- |
| Začetek: 16:30 | Samohvalov (Beljajev, Fadejev) 07:06 Rimarev (Antipin) PP1 07:44 Gavrilin (Jakovenko) 11:46 Mazunin (Beljajev, Samohvalov) 25:06 Starčenko (Lakiza) SH1 32:41 Starčenko (Rimarev) 36:08 | ( 3 - 0, 3 - 1, 0 - 0) | Mladjenović (Žibret) PP1 34:57 | Gledalci: 1200 Sodnik: Juraj Konc |

| 14. april 2009 | Slovenija | 4 - 2 | Hrvaška | Siemens Arena, Vilna |

| Poročilo tekme | Poročilo tekme | Poročilo tekme         | Poročilo tekme                                            | Poročilo tekme                       |
| -------------- | --- | ---------------------- | --------------------------------------------------------- | ------------------------------------ |
| Začetek: 16:30 | Razingar (Šivic, Murič) PP1 17:28 Milovanovič (Pavlin, Rodman) PP1 34:08 Razingar (Mušič) 41:30 Robar (Hebar, Rodman) PP1 44:15 | ( 1 - 0, 1 - 2, 2 - 0) | Trstenjak (Rendulić, Kanaet) 22:31 Jakovac (Grozaj) 23:00 | Gledalci: 600 Sodnik: Richard Schütz |

| 16. april 2009 | Litva | 7 - 2 | Hrvaška | Siemens Arena, Vilna |

| Poročilo tekme | Poročilo tekme | Poročilo tekme         | Poročilo tekme                                                        | Poročilo tekme                    |
| -------------- | --- | ---------------------- | --------------------------------------------------------------------- | --------------------------------- |
| Začetek: 20:00 | Kuliesius (Vaiciukevicius, Nauseda) PP1 03:45 Vaiciukevicius (Kuliesius, Nauseda) 13:57 Nauseda (Kulevicius) 30:47 Lelenas (Kumeliauskas, Kumeliauskas) PP1 42:50 Lelenas (Kumeliauskas) 53:59 Slikas (Bosas) 59:24 Lelenas (Kieras, Kumeliauskas) 59:59 | ( 2 - 1, 1 - 0, 4 - 1) | Kanaet (Rendulić, Brumerčik) 07:53 Rendulić (Belić, Kanaet) PP1 57:37 | Gledalci: 7400 Sodnik: Juraj Konc |

| 17. april 2009 | Hrvaška | 5 - 1 | Avstralija | Siemens Arena, Vilna |

| Poročilo tekme | Poročilo tekme | Poročilo tekme         | Poročilo tekme                        | Poročilo tekme                   |
| -------------- | --- | ---------------------- | ------------------------------------- | -------------------------------- |
| Začetek: 13:00 | Žibret (Mladjenović) 12:04 Žibret (Mladjenović) 20:16 Žibret (Švigir) 34:13 Kučera (Novak) 52:44 Mladjenović (Žibret, Švigir) 54:02 | ( 1 - 0, 2 - 1, 2 - 0) | Starke (Franchini, Seymour) PP1 39:35 | Gledalci: 350 Sodnik: Juraj Konc |

## Seznam reprezentantov s statistiko

### Vratarji
| #  | Igralec       | OT | OMIN | PG | PGT | KM | PPPG | PSHG |
| 1  | Nenad Škrapec | 5  | 0    | 0  | 0   | 0  | 0    | 0    |
| 30 | Vanja Belić   | 5  | 300  | 25 | 5   | 2  | 8    | 1    |
| -- | ------------- | -- | ---- | -- | --- | -- | ---- | ---- |

### Drsalci
| #  | Igralec            | OT | DG | DA | TOČ | DGT  | DAT  | DPPG | DPPGT | DSHG | DSHGT | KM |
| 3  | Dominik Kanaet     | 5  | 1  | 2  | 3   | 0,2  | 0,4  | 0    | 0     | 0    | 0     | 4  |
| 4  | Miroslav Brumerčik | 5  | 0  | 1  | 1   | 0    | 0,2  | 0    | 0     | 0    | 0     | 2  |
| 6  | Marko Tadić        | 5  | 0  | 0  | 0   | 0    | 0    | 0    | 0     | 0    | 0     | 8  |
| 8  | Petar Trstenjak    | 4  | 1  | 0  | 1   | 0,25 | 0    | 0    | 0     | 0    | 0     | 6  |
| 10 | Igor Jačmenjak     | 4  | 0  | 0  | 0   | 0    | 0    | 0    | 0     | 0    | 0     | 16 |
| 11 | Viliam Chovanec    | 5  | 0  | 0  | 0   | 0    | 0    | 0    | 0     | 0    | 0     | 6  |
| 12 | Saša Belić         | 5  | 0  | 2  | 2   | 0    | 0,4  | 0    | 0     | 0    | 0     | 8  |
| 14 | Mato Mladjenović   | 5  | 2  | 2  | 4   | 0,4  | 0,4  | 1    | 0,2   | 0    | 0     | 4  |
| 15 | Mario Novak        | 4  | 0  | 1  | 1   | 0    | 0,25 | 0    | 0     | 0    | 0     | 6  |
| 16 | Luka Novosel       | 5  | 0  | 0  | 0   | 0    | 0    | 0    | 0     | 0    | 0     | 10 |
| 17 | Borna Rendulić     | 5  | 1  | 2  | 3   | 0,2  | 0,4  | 1    | 0,2   | 0    | 0     | 2  |
| 18 | Janko Kučera       | 5  | 1  | 0  | 1   | 0,2  | 0    | 0    | 0     | 0    | 0     | 0  |
| 20 | Veljko Žibret      | 5  | 3  | 2  | 5   | 0,6  | 0,4  | 0    | 0     | 0    | 0     | 2  |
| 22 | Tomislav Grozaj    | 5  | 0  | 1  | 1   | 0    | 0,2  | 0    | 0     | 0    | 0     | 4  |
| 23 | Damir Jakovac      | 5  | 1  | 0  | 1   | 0,2  | 0    | 0    | 0     | 0    | 0     | 4  |
| 24 | Nikša Trstenjak    | 5  | 0  | 0  | 0   | 0    | 0    | 0    | 0     | 0    | 0     | 0  |
| 25 | Tomislav Šulevski  | 5  | 0  | 0  | 0   | 0    | 0    | 0    | 0     | 0    | 0     | 0  |
| 26 | Mario Sertić       | 5  | 0  | 0  | 0   | 0    | 0    | 0    | 0     | 0    | 0     | 0  |
| 27 | Krešimir Švigir    | 5  | 1  | 2  | 3   | 0,2  | 0,4  | 0    | 0     | 0    | 0     | 0  |
| 28 | Matija Kopajtić    | 5  | 0  | 0  | 0   | 0    | 0    | 0    | 0     | 0    | 0     | 2  |
| -- | ------------------ | -- | -- | -- | --- | ---- | ---- | ---- | ----- | ---- | ----- | -- |